# Élections fédérales suisses de 1872
Les élections fédérales suisses de 1872 se sont déroulées le 27 octobre 1872. Ces élections permettent d'élire au système majoritaire les 135 députés (+7 par rapport aux dernières élections) répartis sur 48 arrondissements électoraux (+1 par rapport aux dernières élections) eux-mêmes répartis sur les 22 cantons, siégeant au Conseil national (chambre basse), pour une mandature de trois ans.
Les 7 nouveaux sièges se répartissent ainsi : 2 sièges supplémentaires pour le canton de Berne et respectivement un siège pour chacun des cantons de Fribourg, Neuchâtel, Soleure, Saint Gall et Zurich.
Le corps électoral composé de citoyens ayant droit de cité élit désormais directement les membres du Conseil des États dans les cantons Obwald (à travers la Landsgemeinde), de Soleure, de Thurgovie et de Zurich. Dans les 18 autres cantons, les élections au Conseil des États sont quant à elles toujours non régulées et certains cantons ont renouvelé leurs Sénateurs parfois plusieurs fois sur les trois années écoulées. Dans ces 18 autres cantons, les Conseillers aux États continuent d'être élus, nommés ou désignés par les Grands Conseils, et ce à des dates variables.

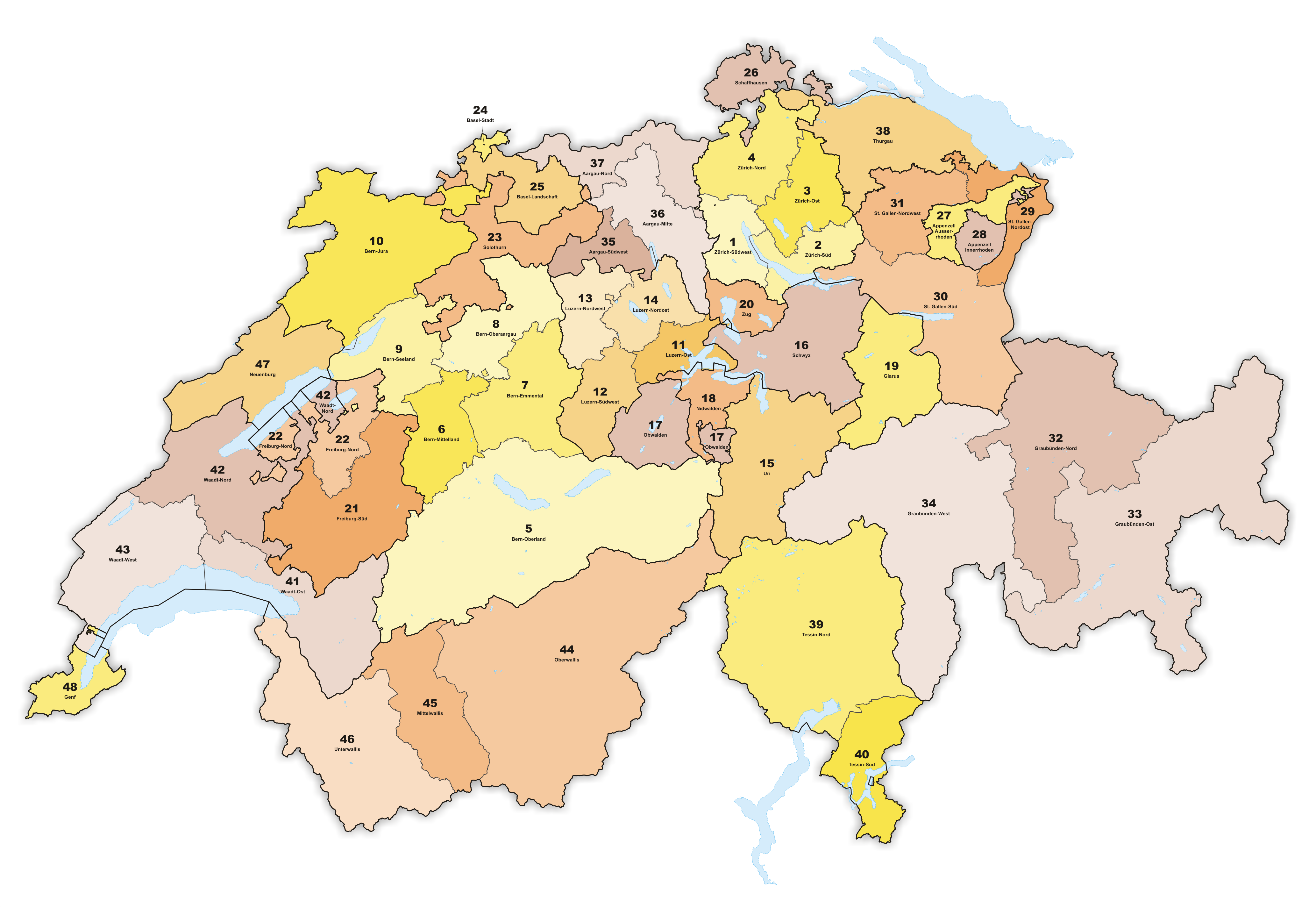
Les 48 circonscriptions des 9e, 10e et 11e Législatures fédérales (1872-1878).

À la suite de l'échec en votation populaire de la Révision totale de la Constitution fédérale suisse le 12 mai 1872 à une courte majorité de 50,5%, les tensions sont ravivées entre fédéralistes Libéraux Modérés et les Catholiques Conservateurs et les partisans d'un état central fort que sont les Radicaux. D'autant plus que le Kulturkampf, déclenché par l'annonce de l'infaillibilité papale en 1872, ravive les tensions religieuses au sein du pays. Les Conservateurs catholiques ont toutefois essayé de montrer une volonté de compromis et d'éviter ainsi de fournir à leurs adversaires politiques du camp radical un prétexte afin d'éviter d'être partisan d'un nouveau Sonderbund en s'alliant avec les fédéralistes réformés germanophones et les anti-centralistes romands. Ainsi, sous une forme vague d'unité entre catholiques et réformés, la religion reste écartée de la campagne et les Catholiques conservateur réussissent même à gagner plusieurs sièges. 
À côté des tensions religieuses, la composante nationaliste joue un rôle plus important dans cette campagne électorale. Après la Guerre franco-allemande de 1870, le pays est divisé entre partisans de la Troisième République française et admirateurs de l'Empire allemand, récemment créés. Les fédéralistes romands craignent alors une germanisation de la Suisse et mettent en garde contre une «prussification» du pays.
Pour ces élections depuis 1848, les Radicaux (centre-gauche) remportent pour la neuvième fois consécutivement le scrutin fédéral avec 60 sièges (+3) et 32,2 % des voix (-2,4 %). Avec 30 sièges (+6), les Catholiques Conservateurs (droite) sont les vainqueurs de ces élections en obtennant le plus grand gain de sièges et dépasse désormais les Libéraux Modérés (centre) (27 sièges)) avec 21,1 % des voix.
Ces élections ont débouché sur la 9e Législature qui s'est réunie pour la première fois le 2 décembre 1872.
Sur les 632 901 hommes âgés de 20 et plus et ayant droit de cité, 392 843 d'entre eux prirent part à ce scrutin, ce qui représente un taux de participation de 62,1% (+7,9 %). C'est le plus fort taux de participation depuis 1848.
Pour la première fois, dans les 6 cantons (AI, AR, GL, OW, NW et UR) où les conseillers nationaux étaient élus par les Landsgemeinden cantonales respectives, le scrutin se déroule désormais dans les urnes. Désormais, tous les cantons élisent les conseillers nationaux avec des bulletins de vote.
Le taux de participation le plus élevé est dans le Canton d'Uri avec 91,3 % et celui-ci dépasse le taux de participation du Canton de Schaffhouse où le vote obligatoire ne fait déplacer «que» 75,2 % du corps électoral. À l'inverse, dans le canton de Schwytz seulement 39,8 % du corps électoral prend part au vote.

## Législature 1872-1875
Les liens (et couleurs) renvoient sur les partis héritiers actuels de ces formations politiques d'antan. Certaines formations sont passées de gauche au centre-droit (GR, CL ⇒ PLR), d'autres de la droite au centre-droit (PCC ⇒ PDC) ou  centre-gauche (DÉ ⇒ PEV). La Gauche Démocratique est restée à gauche aujourd'hui à travers les mouvements socialistes.
|  | Formations («Partis»)         | Sigles | Tendances politiques                           | Sièges au CN | Sièges au CE |
|  | ----------------------------- | ------ | ---------------------------------------------- | ------------ | ------------ |
|  | Gauche Radicale               | GR     | Radicaux, Radicaux-démocrates, Gauche          | 60           | 11           |
|  | Parti catholique conservateur | PCC    | Conservateurs catholiques, Droite              | 30           | 15           |
|  | Centre Libéral                | CL     | Libéraux, Modérés, Libéraux-démocrates, Centre | 27           | 10           |
|  | Parti démocratique            | DEM    | Démocrates, Gauche                             | 15           | 3            |
|  | Droite Évangélique            | DE     | Conservateurs réformés, Droite                 | 3            | -            |
|  | Divers                        | Ind    | Divers                                         | -            | 4            |
|  | Vacant                        | -      | n/a                                            | -            | 1            |

## Résultats au Conseil national dans les cantons
| Canton             | Total | DEM     | GR      | CL      | DE     | PCC     |
| ------------------ | ----- | ------- | ------- | ------- | ------ | ------- |
| Zurich             | 14    | 7 (-1)  | -       | 7 (+2)  | -      | -       |
| Berne              | 25    | -       | 23 (+4) | 0 (-1)  | 2 (-1) | -       |
| Lucerne            | 7     | -       | 1 (-1)  | 1 (+1)  | -      | 5       |
| Uri                | 1     | -       | -       | -       | -      | 1       |
| Schwytz            | 2     | -       | -       | 0 (-1)  | -      | 2 (+1)  |
| Nidwald            | 1     | -       | -       | -       | -      | 1       |
| Obwald             | 1     | -       | -       | -       | -      | 1       |
| Glaris             | 2     | -       | 1       | 1       | -      | -       |
| Zoug               | 1     | -       | 0 (-1)  | -       | -      | 1 (+1)  |
| Fribourg           | 6     | -       | -       | -       | -      | 6 (+1)  |
| Soleure            | 4     | -       | 4 (+2)  | -       | -      | 0 (-1)  |
| Bâle Campagne      | 3     | 1 (+1)  | 2       | 0 (-1)  | -      | -       |
| Bâle-Ville         | 2     | -       | 1       | 1       | -      | -       |
| Schaffhouse        | 2     | 1       | -       | 1       | -      | -       |
| Rhodes-Extérieures | 2     | -       | 1       | 1       | -      | -       |
| Rhodes-Intérieures | 1     | -       | -       | -       | -      | 1       |
| Saint Gall         | 10    | 2 (+2)  | 3       | 4 (-1)  | -      | 1       |
| Grisons            | 5     | -       | 1 (-2)  | 2 (+1)  | 1 (+1) | 1       |
| Argovie            | 10    | 0 (-1)  | 4 (+2)  | 4 (-1)  | -      | 2       |
| Thurgovie          | 5     | 4       | -       | 1       | -      | -       |
| Tessin             | 6     | -       | 2 (-2)  | 0 (-1)  | -      | 4 (+3)  |
| Vaud               | 11    | -       | 7       | 4       | -      | -       |
| Valais             | 5     | -       | 1 (-1)  | -       | -      | 4 (+1)  |
| Neuchâtel          | 5     | -       | 5 (+1)  | -       | -      | -       |
| Genève             | 4     | -       | 4 (+1)  | 0 (-1)  | -      | -       |
|                    | 135   | 15 (+1) | 60 (+3) | 27 (-3) | 3 (±)  | 30 (+6) |